# Lispe nubilipennis
Lispe nubilipennis este o specie de muște din genul Lispe, familia Muscidae, descrisă de Friedrich Hermann Loew în anul 1873. Conform Catalogue of Life specia Lispe nubilipennis nu are subspecii cunoscute.